# Cloruro de rubidio
El cloruro de rubidio es un compuesto químico iónico de fórmula RbCI. Este haluro de metal alcalino está compuesto de rubidio y cloro, el cual tiene diversos usos, que abarcan desde la electroquímica hasta la biología molecular.

## Estructura
En su fase gaseosa, el RbCl es un compuesto diatómico con una longitud de enlace de 2.7868 Å. La distancia se incrementa a 3.285 Å en el RbCl cúbico, reflejando el número más alto de coordinación de los iones en su fase sólida.

## Síntesis
La preparación más común de Cloruro de Rubidio puro envuelve la reacción de su hidróxido de ácido clorhídrico, seguido por una recristalización. 
RbOH(aq) + HCl(aq) → RbCl(aq) + H2O(l)

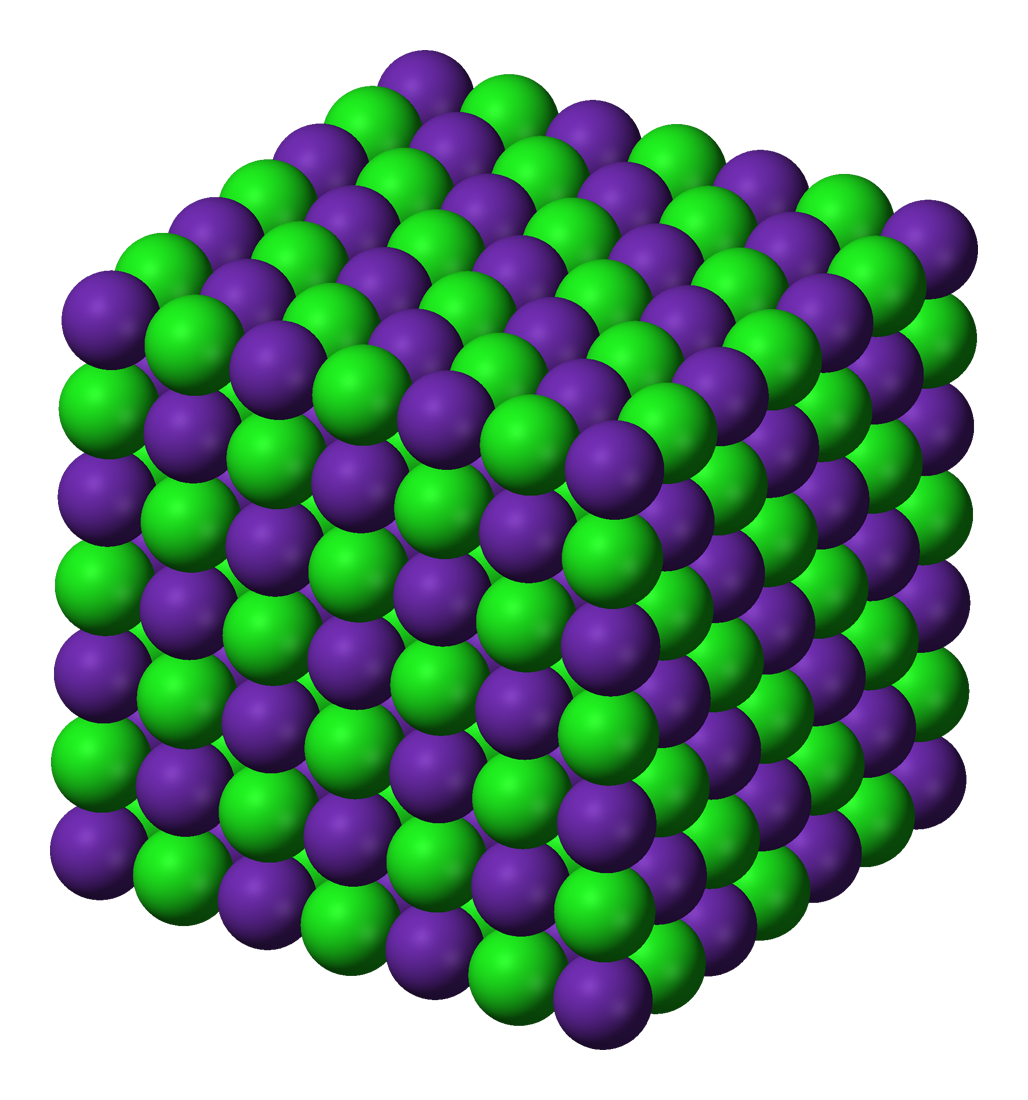
Cloruro de Rubidio Estructura NaCl